# 新甑山站
新甑山站（韓語：신증산역）是朝鮮民主主義人民共和國咸鏡南道端川市的一個鐵路車站，属于金溝線。

## 邻近车站
金溝線
梨坡站 - 新甑山站 - 钱山站